# Сульфид селена
Сульфид селена — бинарное неорганическое соединение
селена и серы
с формулой SeS,
оранжево-жёлтые кристаллы,
не растворяется в воде.

## Получение
- Смешивание селенистой кислоты и сульфида аммония [1].

## Физические свойства
Сульфид селена образует зелёный или жёлтый порошок.
Исследования показывают, что соединение имеет циклическую структуру состава Se4S4.
По чередованию атомов селена и серы в кольце соединение имеет 8 изомеров
.